# 原宿☆バンビーナ候補生
『原宿☆バンビーナ候補生』（はらじゅくバンビーナこうほせい）は、エンタ!959で放送されているバラエティ番組である。番組名と同名のアイドルグループ、原宿☆バンビーナ候補生の冠番組。2020年3月1日放送開始。本頁では前身である配信番組についても記述する。

## 番組概要
2019年11月23日よりエンタ!959のYouTubeチャンネル・エンタちゃんで配信している「私たち原宿☆バンビーナ候補生です♪」をテレビ番組として再構成して送るトークバラエティ番組。テレビ番組化するのは2020年1月12日配信分からとなる。
アイドルユニット「原宿☆バンビーナ」関連の冠番組が放送されるのは「原宿バンビーナ」以来3年ぶり。
2020年4月以降は新型コロナウイルス感染拡大、また政府からの緊急事態宣言を受け収録延期され、放送されていない。同年6月1日、番組名を配信番組時のタイトルに寄せた『私たち、原宿☆バンビーナ候補生です』と改め再スタート。改題後はアイドル専門チャンネルpigooでも放送。2020年11月28日に公開収録を再開し、グループとしても再始動予定。

## 出演者
- 原宿☆バンビーナ候補生
  - 石原める
  - 小夏つむぎ
  - かれん→杏羽かれん

## 放送リスト
| 放送回 | 公開収録、配信日 | 初回放送日    | おもな企画                                                                 | ゲスト                                           |
| ------ | ---------------- | ------------- | -------------------------------------------------------------------------- | ------------------------------------------------ |
|        | 2019年 11月23日  | 配信のみ      | 自己紹介、デビューライブ映像をモニタリング                                 | 水戸かな（候補生リーダー、MC）                   |
| #1     | 2020年 1月12日   | 2020年 3月1日 | 特技披露、ライブ映像をモニタリング                                         | 藍芽みずき 渚みつき 戸田真琴 天使もえ 白石茉莉奈 |
| 1      |                  | 6月1日        | Pigooスタジオ公開生放送『私たち、原宿☆バンビーナ候補生です』にタイトル変更 |                                                  |
| 2      | 11月28日         | 2021年 1月2日 | Pigooスタジオ公開配信。                                                    |                                                  |

## スタッフ
- 演出、プロデュース：高橋慎
- 企画協力：バンビプロモーション、Bstar
- 制作著作：つくばテレビ